# Villardompardo
Villardompardo è un comune spagnolo di 1 183 abitanti situato nella comunità autonoma dell'Andalusia.